# Учитель пения
«Учитель пения» — советский художественный фильм, снятый в 1972 году режиссёром Наумом Бирманом. За первый год проката фильм посмотрели 8,6 млн зрителей,

## Сюжет
Благодарные воспитанники учителю пения дарят рыжего пса Тинга, которого тот приносит в свою тесную квартиру, где живёт с супругой и детьми. В квартирном вопросе семьи Соломатина происходят изменения — подошла очередь на новую жилплощадь. Но в этот момент исчезает собака, и Ефрем Николаевич искренне считает, что самостоятельно пёс новый адрес не найдёт. Поэтому он, потом вся его семья и воспитанники возвращаются в свою старую квартиру к новым хозяевам.
Параллельно идёт сюжетная линия о подготовке хора к смотру, уходит солист, появляется новый.

## В ролях
- Андрей Попов — Ефрем Николаевич Соломатин, учитель пения

- Андрей Дмитриев — Андрей Вишняков, солист хора
- Яков Степанов — Шура

- Людмила Иванова — Клавдия Петровна Соломатина, супруга Соломатина
- Ирина Алфёрова — Тамара, дочь Соломатиных
- Константин Кошкин — Дима, сын Соломатиных
- Евгений Евстигнеев — инспектор жилконторы
- Людмила Аринина — Наталья Степановна, завуч
- Александр Демьяненко — Валерий Сергеевич, жених Тамары, замдиректора фотофабрики
- Георгий Штиль — парикмахер, отец Андрея Вишнякова
- Мила Васютинская — Мила
- Ирина Мурзаева — бабушка Милы
- Ольга Волкова — мама Милы
- Марина Полбенцева — дама-автомобилистка
- Виктор Ильичёв — Сеня
- Николай Боярский — председатель комиссии
- Вера Титова — дама в парикмахерской
- Михаил Девяткин — член комиссии
- Евгения Сабельникова — Наташа, невеста Димы

## Съёмочная группа
- Автор сценария: Эмиль Брагинский
- Режиссёр-постановщик: Наум Бирман
- Оператор: Александр Чиров
- Композитор: Вениамин Баснер
- Текст песен: Александр Галич (в титрах не указан)

## Песни
В фильме звучат песни:
- «В углу старинные часы» (хор)
- «Эхо» (хор) Орландо ди Лассо
- «С чего начинается Родина» (хор)
- «Попутная песня» Глинки (хор)
- «Клён», на стихи Сергея Есенина (А. Попов)
- «Щенок по имени Пёс» (хор)
- «Кораблик детства» (мальчик у рояля)

## Создание фильма
Фильм снимался в Выборге.
Ирину Алфёрову не отпустили на озвучивание,[кто?] её роль озвучила другая актриса. Во время съёмок она ещё была студенткой института, студентам запрещалось сниматься в кино во время учёбы.
Ради эпизода инспектора жилконторы Евгений Евстигнеев специально приехал в Ленинград на один день.
Участников детского хора сыграли воспитанники Хорового училища при Ленинградской капелле. В изначальном сценарии детские роли были для мальчиков. Но режиссёр внёс коррективы в сценарий и написал роль для Милы Васютинской, которая играла в его предыдущем фильме «Волшебная сила».
Ноты к визитной песне «Щенок по имени Пёс» были запрещены к публикации по причине того, что текст написал Александр Галич (в титрах не указан). На момент запуска фильма в производство, Галич находился под запретом публикации — в опале оказалось всё его творчество, в том числе и песня о щенке. Ноты и текст песни были опубликованы в 1995 году.
Щенка, в начале фильма, и взрослого пса в конце играла одна и та же собака Тинг. После окончания съёмок его забрал в свой дом Вениамин Баснер.